# Егзимер
Егзимер (од енгл. excited dimer) је молекул (димер) који је стабилнији у свом побуђеном стању у односу на основно стање.

## Пример
Један пример егзимера је молекул хелијума. Конфигурација његовог првог побуђеног стања  када један електрон из развезујуће орбитале пређе у следећу 2sσ орбиталу која је везујућа, је стабилнија од конфигурације основног стања .